# Matthew Tommasini
Matthew Tommasini (Brussel, 1978) is een Amerikaans componist, pianist en trombonist.

## Levensloop
Tommasini studeerde compositie bij Paul Chihara, Ian Krouse en Jerry Goldsmith, piano bij Walter Ponce en trombone bij William Booth aan de Universiteit van Californië (UCLA) in Los Angeles. Aldaar behaalde hij zijn Bachelor of Music in compositie. Vervolgens studeerde hij aan de Universiteit van Michigan in Ann Arbor bij Michael Daugherty, William Bolcom, Bright Sheng, Leslie Bassett en Evan Chambers en behaalde aldaar zijn Master of Music in compositie. Aan deze universiteit promoveerde hij ook tot Ph. D. (Philosophiæ Doctor).
Hij werd onderscheiden met een Charles Ives Scholarship van de American Academy of Arts and Letters, de ASCAP/CBDNA (College Band Directors National Association) Frederick Fennell Prize, een 1e prijs bij de ASCAP/SCI Commission Competition, een studiebeurs van de ASCAP Foundation's Leonard Bernstein Fund en van de American Music Center's Composer Assistance Program (CAP).
Tommasini is lid van de American Society of Composers, Authors and Publishers (ASCAP).

## Composities

### Werken voor orkest
- 2002 Torn Threads Rewoven
- 2004 A Letter Home
- 2006 Songs Lost and Forgotten
  1. Children's Song
  2. Chant Fragments
  3. Basslines
- 2007 Sonic Dreams Made Real
  1. Sonic Dreams
  2. Dreams Made Real

### Werken voor harmonieorkest
- 2005 Three Spanish Songs, voor sopraan solo en harmonieorkest - tekst: Leopoldo Lugones, Rubén Darío en José Martí
  1. Olas grises
  2. Nocturno
  3. Sueño despierto
- 2007 And the Tree Grows Again, voor dwarsfluit solo, marimba solo en blazersensemble
- 2009 Torn Canvases, voor dwarsfluit, klarinet, basklarinet, sopraansaxofoon, altsaxofoon, hoorn, trompet, trombone, tuba, vibrafoon, buisklokken en piano

### Muziektheater

#### Balletten
| Voltooid in | titel   | aktes  | première                                | libretto | choreografie |
| ----------- | ------- | ------ | --------------------------------------- | -------- | ------------ |
| 2006        | Passage | 1 akte | 25 maart 2006, Milwaukee, Pabst Theater |          |              |

### Werken voor koren
- 2006 Thus, Consider This, voor gemengd koor en piano - tekst: Sandro Barros

### Vocale muziek
- 2004 Three Spanish Songs, voor sopraan en harp - tekst: Leopoldo Lugones, Rubén Darío en José Martí

### Kamermuziek
- 1998 rev.2007 Tell Me..., voor strijkkwartet
- 2000 Sonata, voor altviool en piano
- 2005 Fiddle States, voor twee violen
- 2006 The Procession, voor viool en piano
- 2007 A Closer Walk, voor viool solo
- 2008 Dreams of Orpheus, voor klarinet, viool, cello en piano
- 2008 Taking Sides, voor trombone solo, blazersoktet, slagwerk, piano en contrabas